# جزيرة تالانغو أينغ
جزيرة تالانغو أينغ وهي جزيرة من جزر إندونيسيا، وتقع ضمن جزر سومينيب في إقليم جاوة الشرقية.